# Xenopus largeni
Espèce
Statut de conservation UICN

 EN B1ab(iii) : En danger
Xenopus largeni est une espèce d'amphibiens de la famille des Pipidae.

## Répartition
Cette espèce est endémique du centre de l'Éthiopie. Elle se rencontre à haute d'altitude des deux côtés de la vallée du Grand Rift.

## Étymologie
Cette espèce est nommée en l'honneur de Malcolm John Largen.

## Publication originale
- Tinsley, 1995 : A new species of Xenopus (Anura: Pipidae) from the highlands of Ethiopia. Amphibia-Reptilia, vol. 16, p. 375-388.